# Tradycje związane z wyrobem malowanej ceramiki w Kosowie
Tradycje związane z wyrobem malowanej ceramiki w Kosowie – tradycja wytwarzania ceramiki w Kosowie na Ukrainie wpisana na listę niematerialnego dziedzictwa UNESCO w 2019 roku.

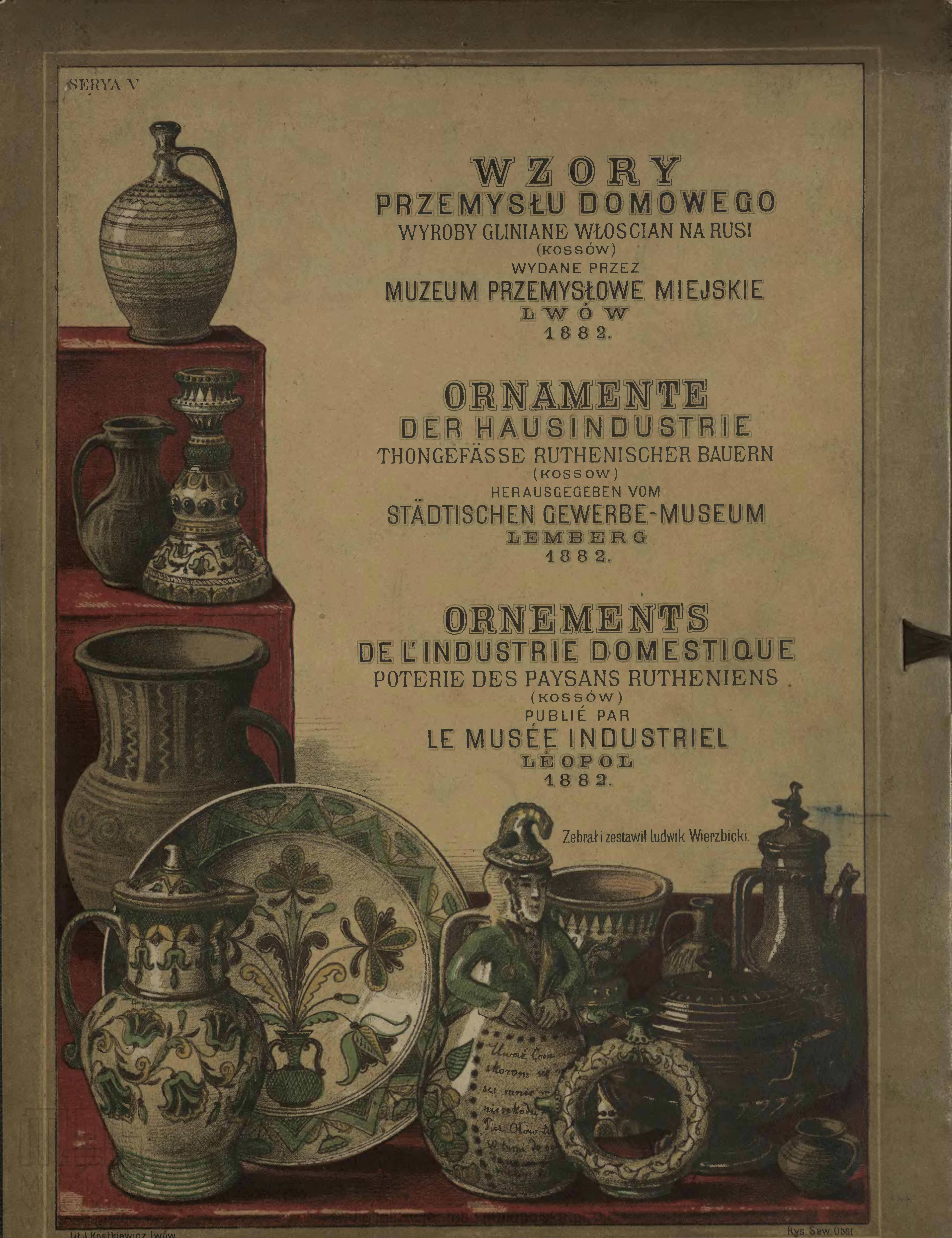
Okładka książki Wyroby gliniane włościan na Rusi: naczynia z Kossowa

## Historia
Pod koniec XIX wieku w Kosowie działało około 20 garncarzy. Wykorzystywali oni znajdujące się w pobliżu bogate pokłady gliny garncarskiej oraz białego krzemionkowego piasku. Najwybitniejszym ich przedstawicielem był Aleksander Bachmiński żyjący w latach 1820–1882. Jego wyroby zostały zauważone już podczas wystawy krajowej we Lwowie w 1877 roku. Podczas wystawy etnograficznej w Kołomyi w 1880 roku, prezentowana przez niego ceramika zainteresowała cesarza Franciszka Józefa, który nie tylko kupił od niego piec kaflowy, ale także przekazał mu „znaczny datek pieniężny”.
Twórcą rywalizującym z Bachmińskim był Piotr Baranowski. Pozostali naśladowali styl prac Bachmińskiego lub Baranowskiego. Część garncarzy wytwarzała ceramikę niepolerowaną lub dekorowaną w proste geometryczne wzory.
Garncarze najpierw suszyli naczynia do momentu, gdy rylec zostawiał w nich wyraźne ślady. Następnie pokrywali je białą fajansową glinką i rylcem nanosili wzory. Na ozdabianą część nakładano podbiałkę, a miejsca, które miały mieć kolor brunatny, pokrywano za pomocą pędzla ochrą (glina zabarwiona niedokwasem żelaza). Po wysuszeniu naczynia wypalano. Po wypaleniu na zaznaczone rylcem miejsca nakładano kolory: żółty i zielony, a następnie polewę, po czym ponownie wypalano. Do wypalania służyły specjalne piece z kominem, które mogły być zrobione z cegły, ale najczęściej stawiano je z kamieni rzecznych wylepiając wnętrze gliną.
Pod koniec XIX wieku z inicjatywy Ludwika Wierzbickiego, który był współzałożycielem i wiceprezesem Muzeum Przemysłowego we Lwowie, instytucja ta wydała serię albumów zatytułowaną Wzory przemysłu domowego na Rusi. Jeden z nich, Wyroby gliniane włościan na Rusi - (naczynia z Kossowa), zawierał litografie pokazujące wyroby garncarzy z Kosowa. Pochodziły one zarówno z kolekcji Muzeum, jak i ze zbiorów Muzeum im. Dzieduszyckich. Albumy wydawano w nakładzie 300 egzemplarzy, z czego część rozsyłano do muzeów. Z Wzorów korzystały również galicyjskie szkoły przemysłowe, aby utrzymać i propagować zanikającą tradycję rękodzielniczą.
Badacze mieli i mają problem z określeniem przynależności narodowej kosowskich garncarzy. Podpisywali oni bowiem swoje wyroby zarówno po polsku jak i po rusku (w zależności od narodowości klienta). Sam Bachmiński był wyznania rzymskokatolickiego, ale w księgach parafialnych wpisano go pod nazwiskiem Bachmatnik, dopiero w księdze zmarłych użyto nazwiska Bachmiński. Kosów leżał na granicy Pokucia i Huculszczyzny, a na targi do miasta przyjeżdżali Huculi z okolicznych wiosek i sprzedawali tu swoje rękodzieło. Dlatego czasem ceramikę z Kosowa nazywano huculską lub pokucką.
Tradycje wytwarzania ceramiki w Kosowie są przekazywane z pokolenia na pokolenie. Do najbardziej znanych rodów garncarzy należą Dileta-Kozacy, Trociowie i Hrywińscy. We miejscowości są organizowane dwie imprezy: Malowany Dzban oraz Ludyne-Fest.  
Rzemieślnicy swoje wyroby sprzedają w małych sklepikach, a same pracownie powstają w dawnych budynkach gospodarskich. 
W 2019 roku w Kosowie było około 70 garncarzy. Wielu z nich ukończyło naukę w Instytucie Sztuki Dekoracyjnej i Użytkowej, który jest filią lwowskiej Akademii Sztuk Pięknych. Większość z nich pracuje we własnych warsztatach, a część (około 20 osób) w warsztacie ceramicznym kosowskiego oddziału Narodowego Związku Artystów Ukrainy. Niewielką grupę osób stanowią amatorzy. Osobną grupą są rzemieślnicy wykonujący kafelki. Pracują oni ze swoimi rodzinami lub grupami w warsztatach rzemieślniczych. 

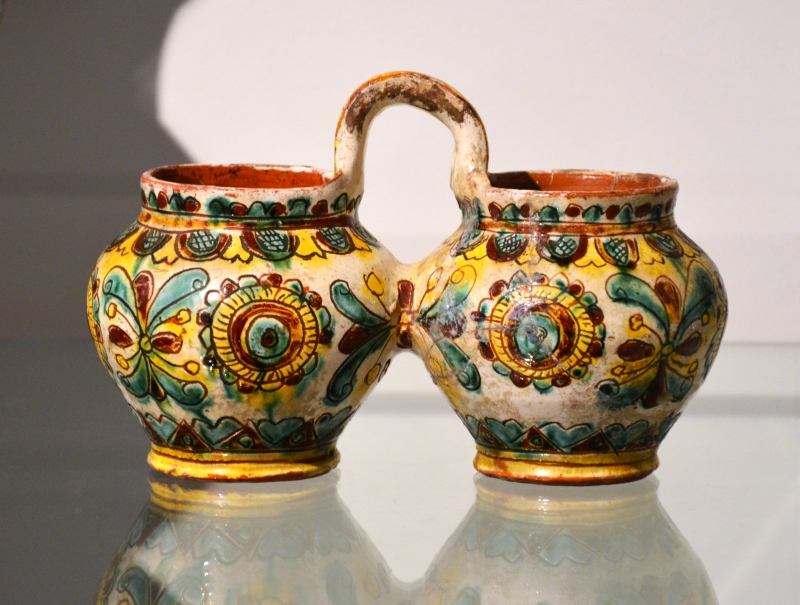
Dwojaki kosowskie

## Muzeum Sztuki Ludowej Huculszczyzny
Muzeum Sztuki Ludowej Huculszczyzny w Kosowie jest oddziałem działającego w Kołomyi Muzeum Sztuki Ludowej Huculszczyzny i Pokucia im. J. Kobrynskiego. Powstało w 1969 roku. Zbiory muzeum liczą około pięciu tysięcy eksponatów: rzeźby, ceramiki, skóry i metalu, odzieży i haftu huculskiego. 
W 2020 roku Muzeum wygrało konkurs, w ramach którego został zrealizowany projekt Muzeum interaktywne – popularyzacja tradycji ceramiki kosowskiej poprzez modernizację części ekspozycji Kosowskiego Muzeum Sztuki Ludowej Huculszczyzny. Ekspozycja została otwarta w 2022 roku. 

## Malowany Dzban
We wrześniu 2021 roku festiwal ceramiki, rękodzieła i folkloru „Malowany dzban" został zorganizowany po raz ósmy. Od 2016 roku festiwal jest dofinansowywany przez radę rejonową i obwodową. 
Podczas 8. edycji zaplanowano prezentację malowanych wyrobów ceramicznych, prezentację huculskich strojów i konkursy, pokazy pracy rzemieślników, którzy malowali kafle do pieca huculskiego dla skansenu przy Centrum kulturalno-artystyczne „Dzban". W tworzeniu 100 kafli uczestniczyło 30-35 rzemieślników. Chętni mogli przy okazji zaszczepić się przeciwko COVID-19.

## Wpis na listę UNESCO
Ukraina dopiero w 2008 roku przystąpiła do Konwencji w sprawie ochrony niematerialnego dziedzictwa kulturowego, uchwalonej przez państwa członkowskie UNESCO w 2003 roku.
Ceramika z Kosowa została zgłoszona jako kandydat do wpisu w 2012 roku, jednak początkowo wpisu nie otrzymała. W 2016 roku ceramika kosowska została wpisana na listę niematerialnego dziedzictwa kulturowego Ukrainy.
Dopiero 12 grudnia 2019 roku, podczas 14. sesji Międzyrządowego Komitetu Ochrony Niematerialnego Dziedzictwa Kulturowego w Bogocie (Kolumbia), podjęto decyzję o wpisie. Na sesji Ukrainę reprezentowali: ambasador Ukrainy w Peru Ihor Tumasow, konsul honorowy Ukrainy w Kolumbii Luis Bernardo Ramírez Brand, zasłużona artystka Ukrainy Marija Hryniuk oraz sekretarz rady miejskiej Kosowa Roman Peczyża.

## Galeria

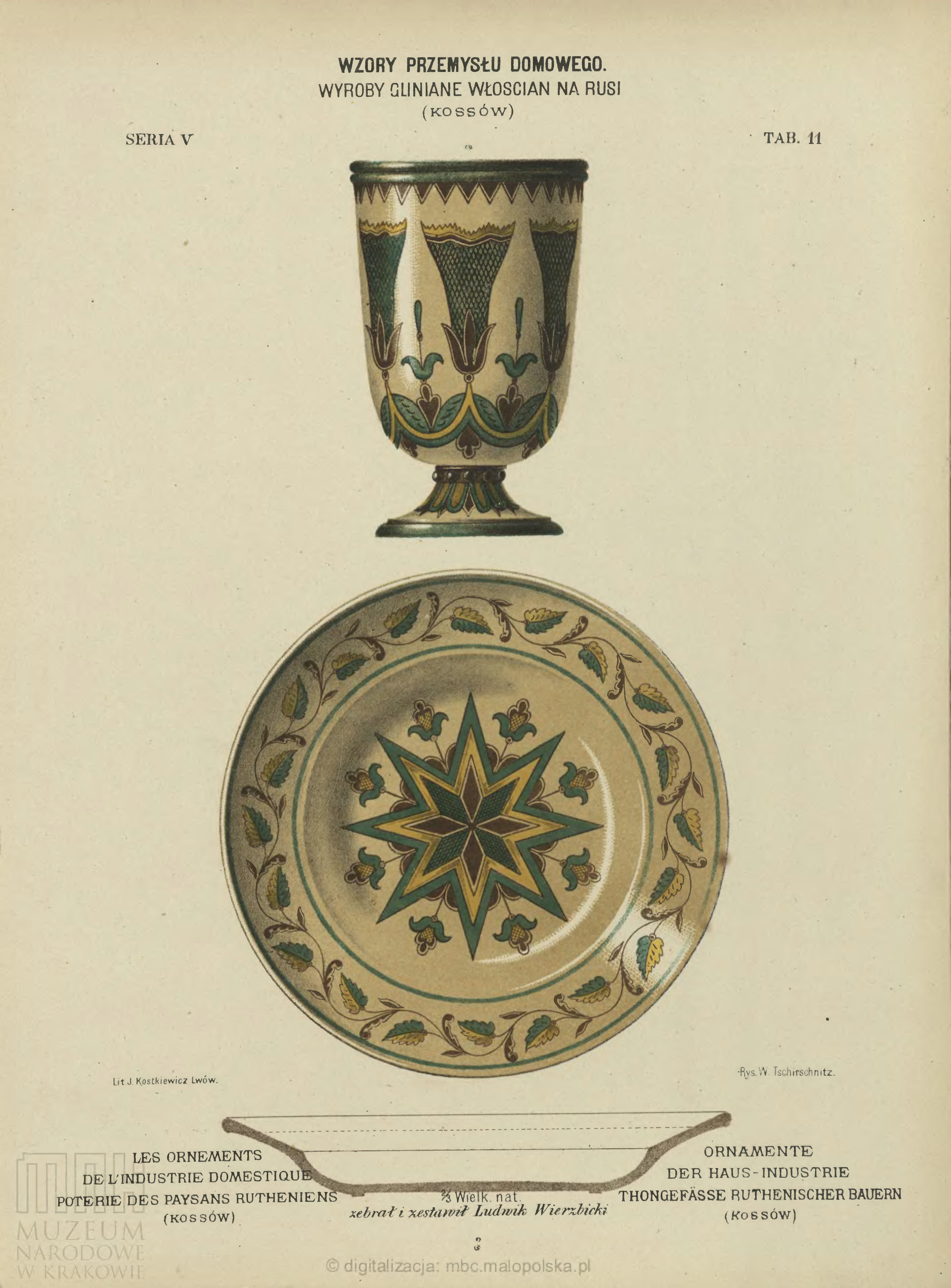
Ceramika z Kosowa 1882
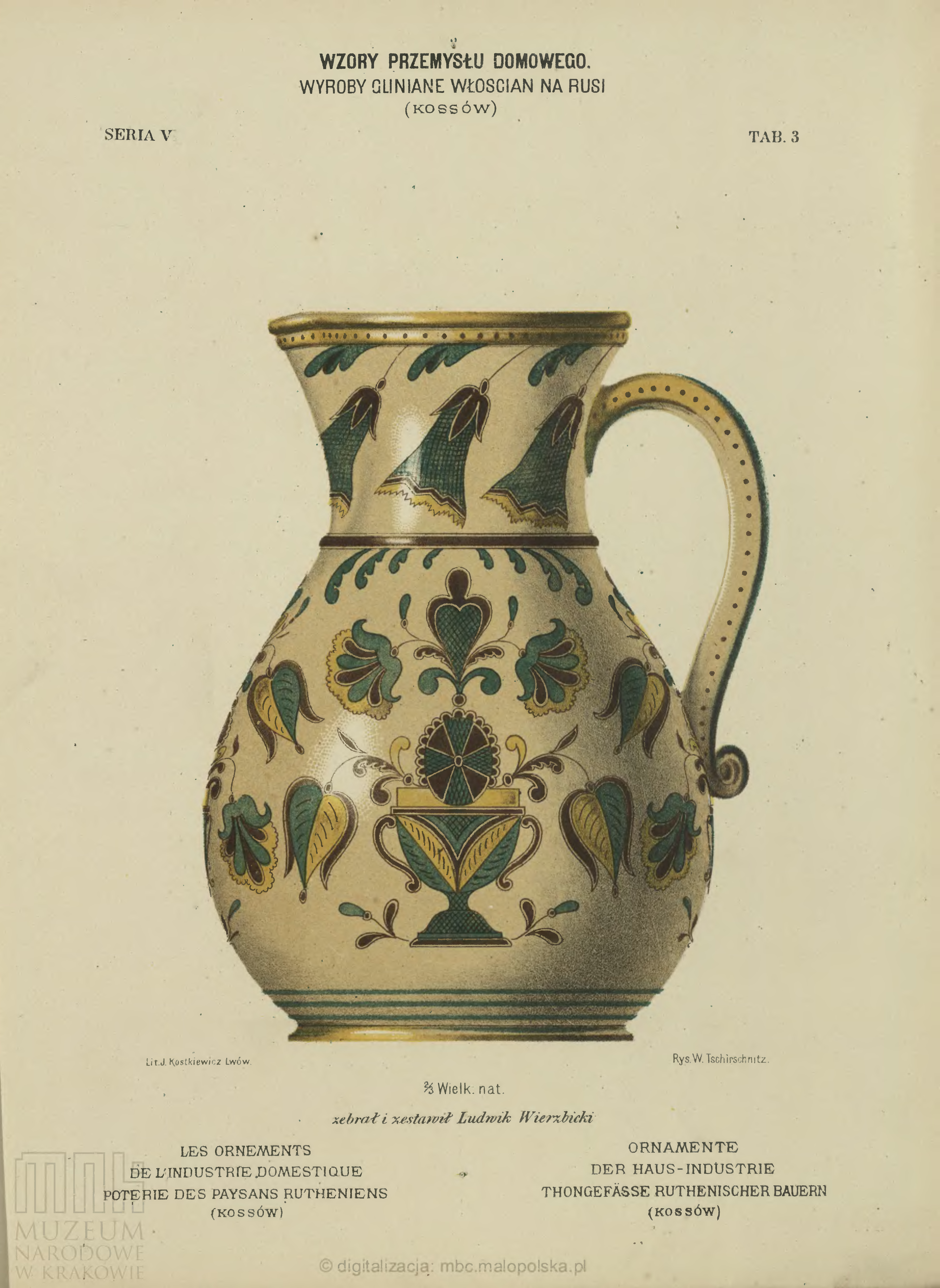
Ceramika z Kosowa 1882
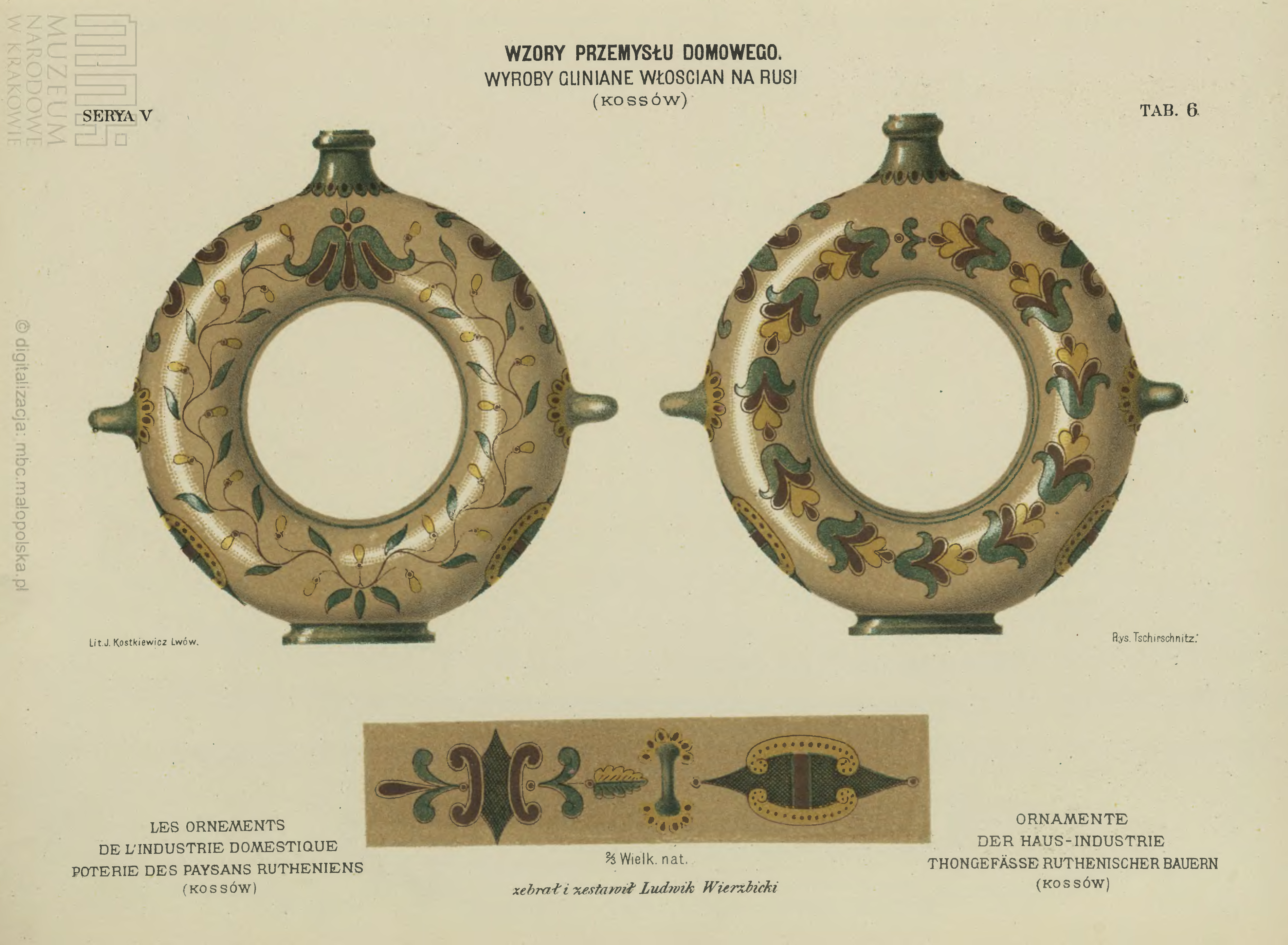
Ceramika z Kosowa 1882
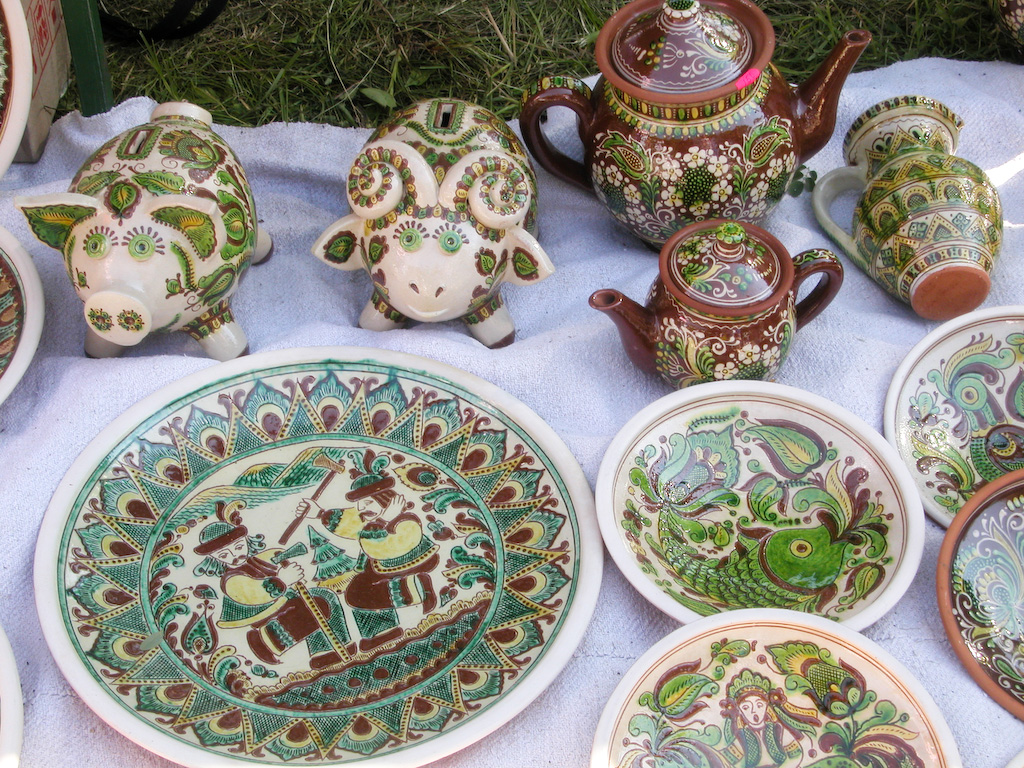
Współczesna ceramika z Kosowa
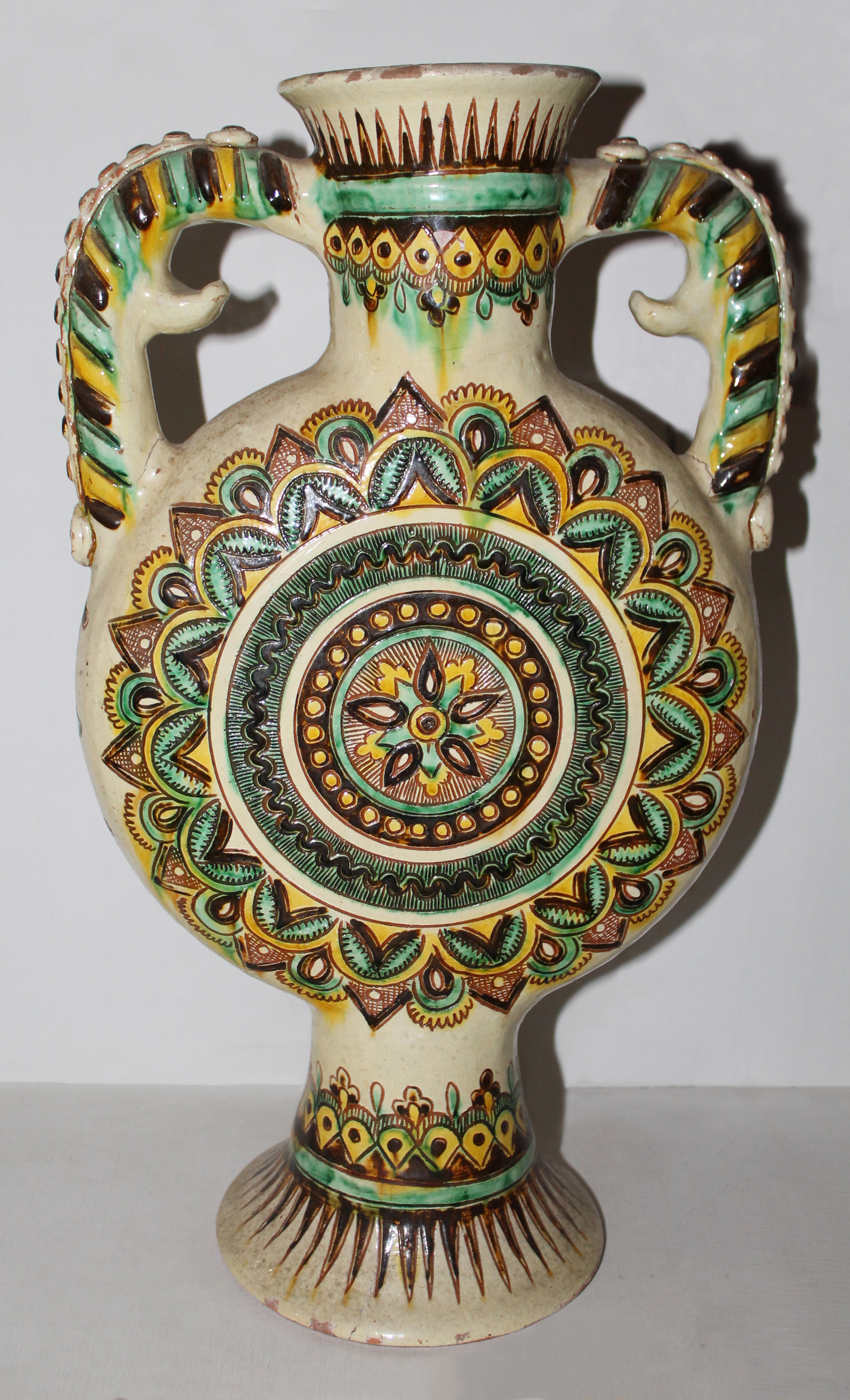
Kumanec z Muzeum Huculskiej we wsi Wierchowina